# 玄洋社

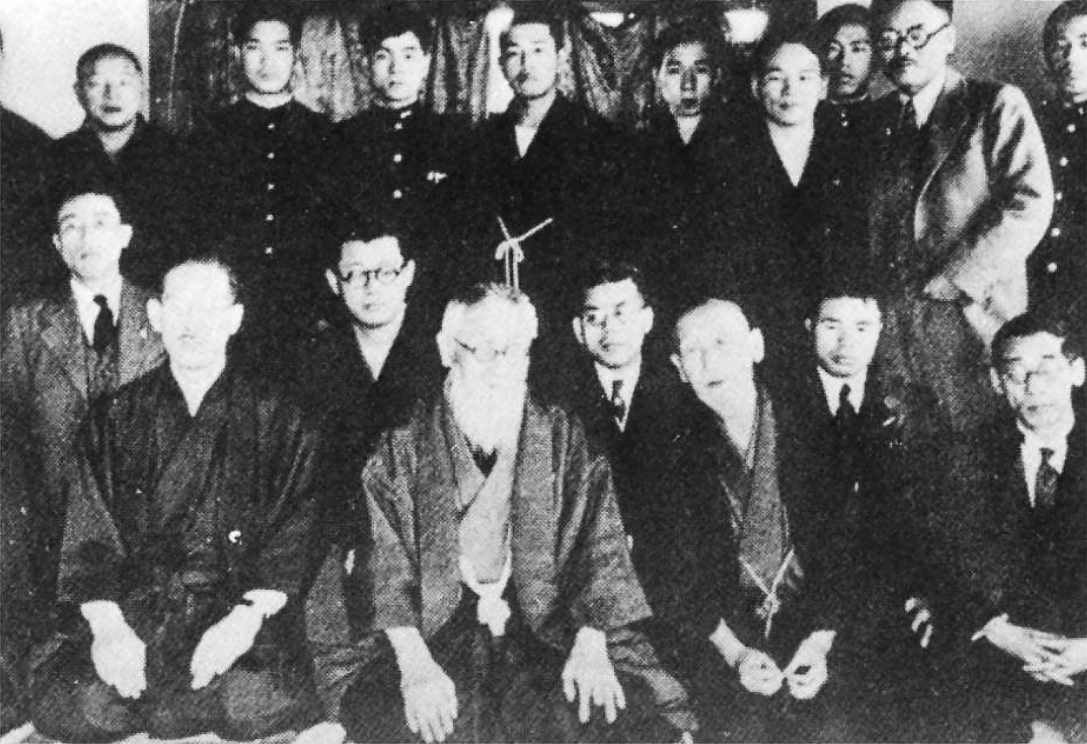
1929年的玄洋社見面合照，圖中人物有中野正剛（前排最左）、頭山滿（前排中間）及兒玉譽士夫（前排右二）

玄洋社（日语：／ Gen'yōsha）是日本已解散的政治團體，於1881年（明治14年）成立，1946年解散，以舊福冈藩（黑田藩）的藩士為中心，奉行泛亚主義，也是日本最早的右翼團體 。與當時其他日本右翼團體相同，玄洋社認為必須對抗西方殖民主义，保衛國權。对外設想泛亚主义，支持亚洲各国独立，透過此泛亞洲结盟對抗西方国家。主要手段则是占领中国领土。

## 略歷
1881年（明治14年），以舊福冈藩藩士為中心，杉山茂丸、頭山滿、箱田六輔、大原義剛、福本誠、内田良五郎（内田良平父）、進藤喜平太（進藤一馬父）、月成功太郎、末永純一郎、武井忍助、古賀壯兵衛、的野半介、月成勳、兒玉音松等人，創刊《福陵新報》，與吉田磯吉等「俠客」、《二六新報》主編鈴木天眼關係匪淺。
在日俄战争中活躍的明石元次郎亦為玄洋社出身。
战前、战間期，玄洋社在军部、官僚、財閥、政治界方面具備強大影响力。甲午战争、日俄战争、一战和二战等與日本相關的战争中，玄洋社参与了情報收集和地下工作。在泛亚主义的旗幟下，玄洋社支持亚洲各國的独立运动家，如中国的孙中山、朝鲜的金玉均、西方殖民地的泛伊斯兰主義者。然而，陳舜臣批評玄洋社過度誇大自身影響力，如在東學黨之亂中扮演的角色。
玄洋社社規，是“尊皇”、“爱国”、“固守民权”，亦是明治期想打破薩長藩閥、要求開設议会的政治力量之一。其形象成為了日本右翼團體的典型形象。然而，在议会开設之后，玄洋社反而与政府合作，转向干预选举。藉此，對抗主張「民力休養・政費節減」、企圖削減軍事預算的議會，尋求政府與清國開戰。

### 恐怖活動
玄洋社為達目的，不惜發動恐怖攻擊。
與玄洋社有关的著名事件是1889 年（明治 22 年）的大隈重信暗殺未遂案。时任外相的大隈重信试图修改幕末日本签署的不平等条约，以允許外國人當任法官的方式，收回領事裁判權，但此交換不能滿足國內，引起反對，即外國人司法官任用問題。玄洋社的來島恒喜，自殺炸彈攻擊大隈。大隈在事件中失去了右腿，事後因明治政府方針改變，大隈去職，改正案受到推延。

### 在亞洲各國的活動
玄洋社高舉的“大亚洲主义”，据聞來自孙中山的神户演說。玄洋社庇護韩国親日開化運動家金玉均、朴泳孝等，印度独立运动家博斯等人，運送軍火給菲律宾的阿奎納多，協助其與美國的獨立戰爭。
1901年(明治34年)，內田良平成立黑龙会，负责玄洋社的海外工作。許多日本的大陸浪人對抗清政府和随后的军阀政府，支持孙中山的革命。
日韩问题上，内田良平與一進會的李容九推動日韓合邦。
昭和時代，与玄洋社關係匪淺的中野正剛，主張大日本帝國憲法也推行至殖民地的台湾與朝鮮，讓內地與殖民地在法律上平等，即內地延長。另一方面，与頭山满关系密切的葦津耕次郎等人則認為在韓國具備自我治理的能力之後，應放手讓韓國獨立。日後，葦津亦反對關東軍對滿州國的政治指導。

## 報紙發行
1887年8月（明治 20 年）創刊《福陵新报》。1898年，更名為《九州日报》。1942年，隨著報禁，與《福岡日日新聞》合并至《西日本新聞》。

## 纪念馆/纪念碑

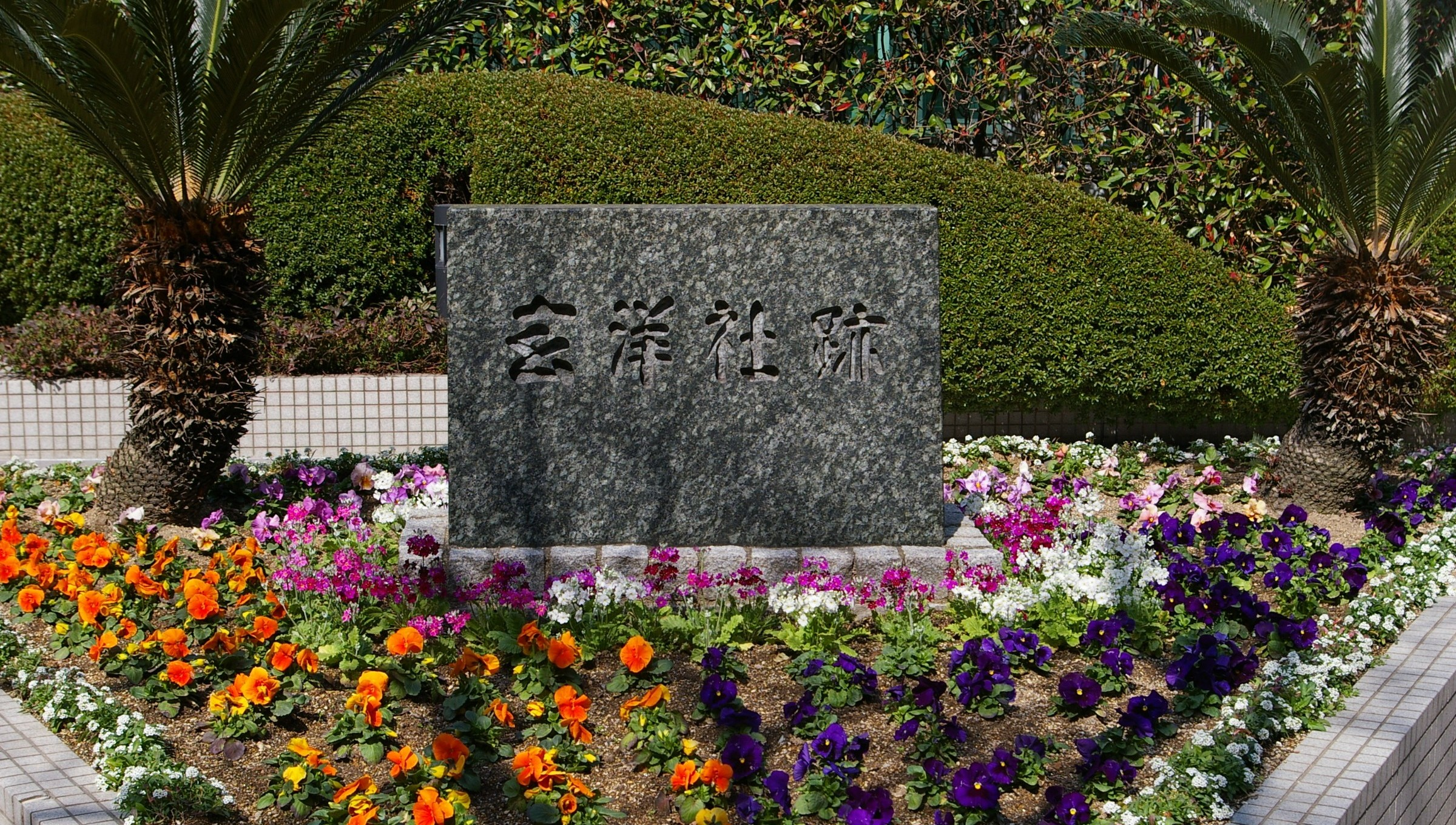
玄洋社遺跡

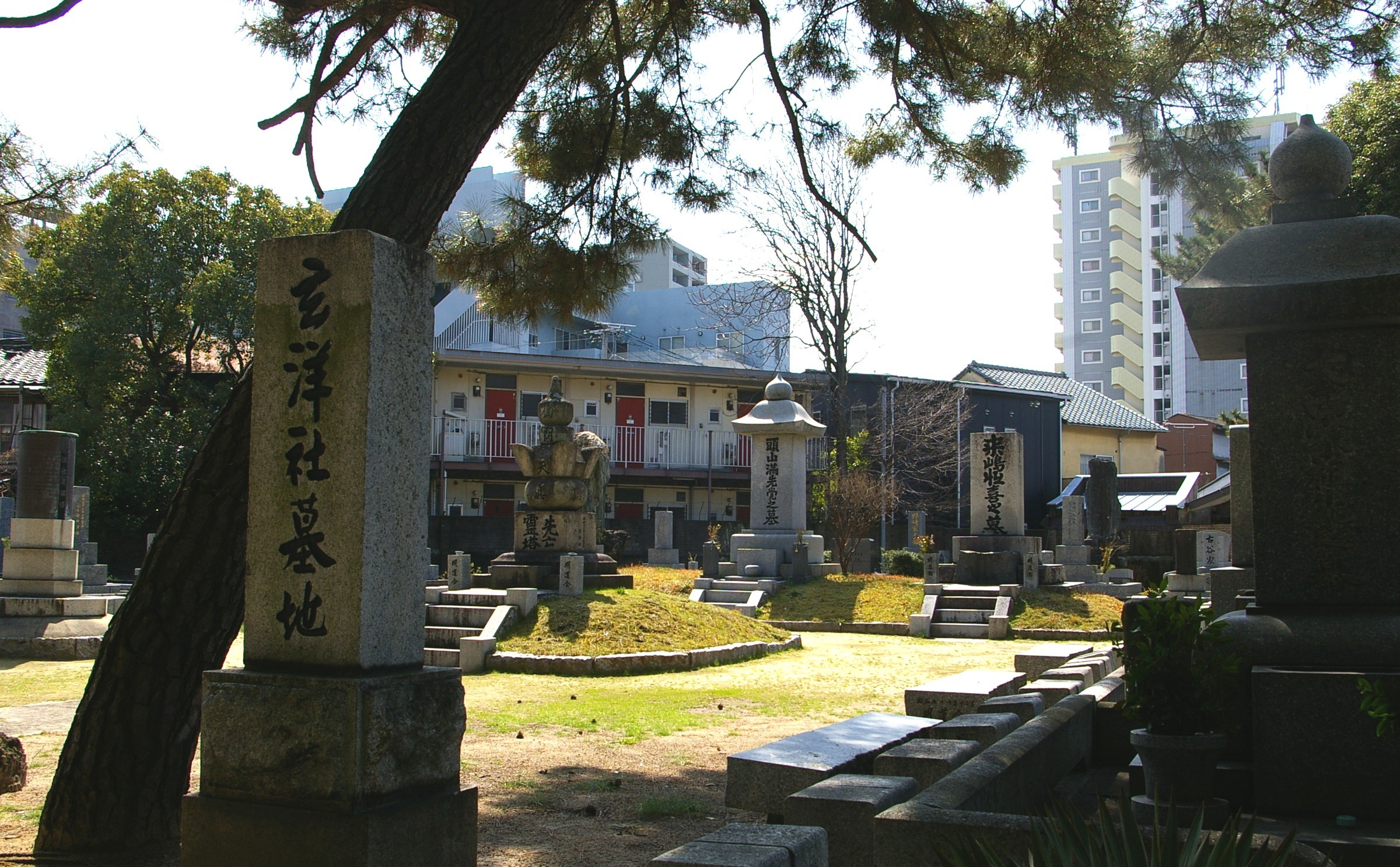
玄洋社墓地

鄰接福岡市中央区舞鹤玄洋社遗跡的“玄洋大樓”内，曾有收集玄洋社相關資料的玄洋社紀念館。1978年11月开馆，2008年5月下旬闭馆，资料寄託福冈市博物馆 。
玄洋大楼日後遭拆除，NTT DoCoMo舞鹤大楼一角設置紀念碑。

## 历代社長
1. 平岡浩太郎
2. 進藤喜平太
3. 阿部武三郎
4. 箱田六輔
5. 進藤喜平太（再任）
6. 喜多嶋淳
7. 月成勲
8. 美和作次郎
9. 吉田庾
10. 進藤一馬

## 著名出身者
- 川上乙次郎
- 明石元次郎
- 中野正剛
- 绪方武虎
- 山座圆次郎
- 内田良平
- 广田弘毅[a]

## 相关條目
- 梦野久作
- 犬養毅
- 松冈洋右
- 宫崎滔天
- 兒玉譽士夫
- 国士馆大学